# Yponomeutoidea

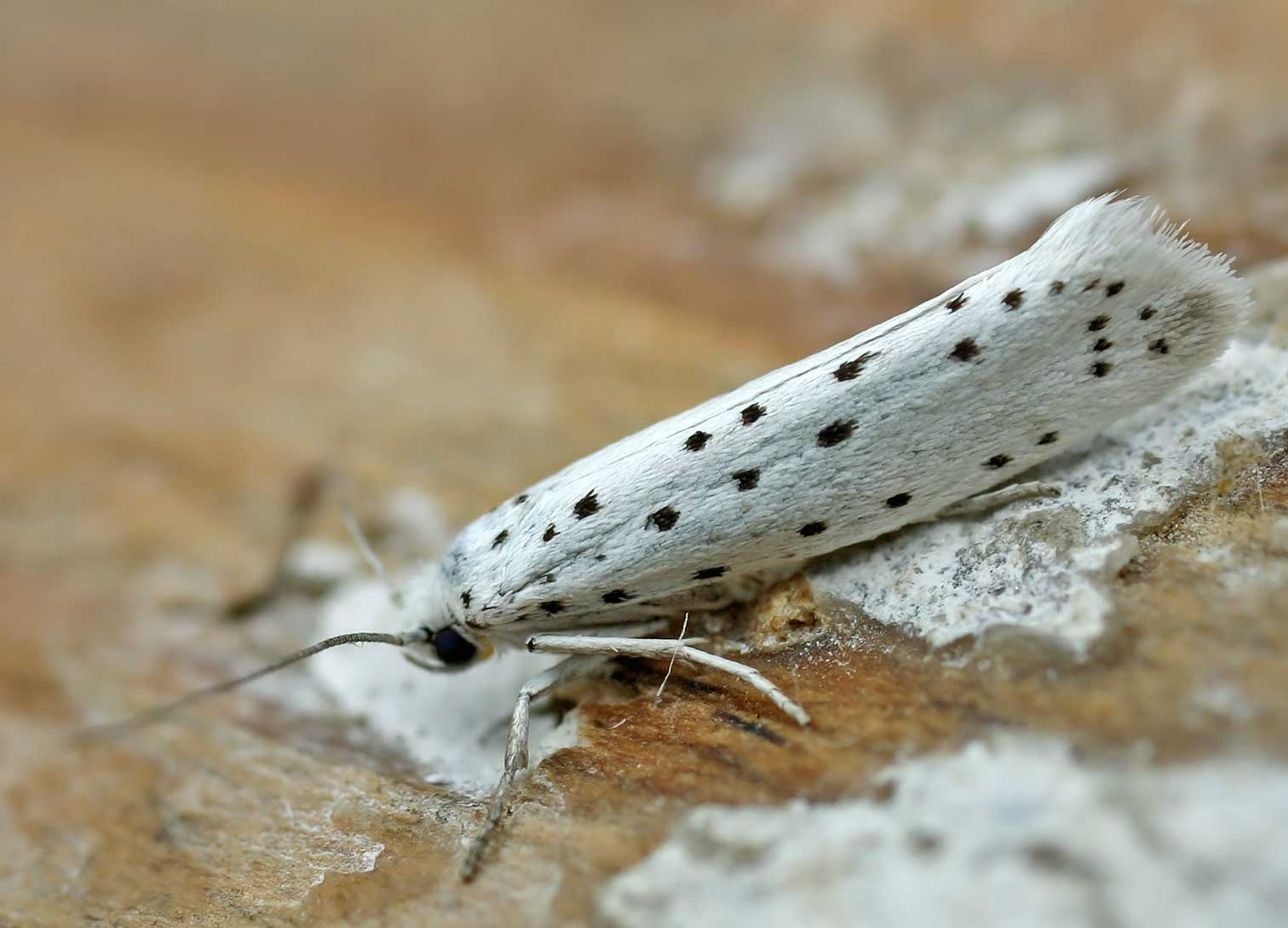
Pflaumen-Gespinstmotte (Yponomeuta padella)

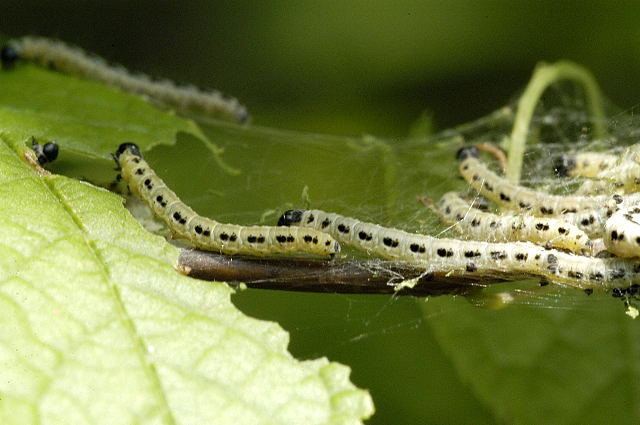
Raupen der Traubenkirschen-Gespinstmotte (Yponomeuta evonymella)

Die Yponomeutoidea ist eine etwa 1860 Arten umfassende, weltweit verbreitete Überfamilie der Schmetterlinge (Lepidoptera). Sie kommt in Europa mit 263 Arten und Unterarten vor.

## Merkmale
Die wichtigste Autapomorphie der Gruppe ist die Ausbildung von Erweiterungen am achten Pleuron bei den Männchen. Die pleuralen Loben umschließen den Genitalapparat. Ihre Größe korreliert mit der Größe des Genitalapparates und da insbesondere mit den Valven. Bei den Plutellidae, Acrolepiidae und den Heliodinidae sind die Loben ziemlich klein und schmal, bei den Bedelliidae und den Glyphipterigidae sind die Loben nicht als separate Strukturen ausgebildet. Bei diesen beiden Familien musste man deswegen ergänzende Hypothesen aufstellen, um die Zurechnung zur Überfamilie zu rechtfertigen. Eine weitere mögliche Autapomorphie ist das Vorhandensein einer schrägen Costa hinter dem Vorderrand des zweiten Sternum. Diese fehlt jedoch bei den Ochsenheimeriinae aus der Familie der Ypsolophidae und einigen Lyonetiidae.
Punktaugen (Ocelli) und Jordansche Organe (Chaetosemata) sind vorhanden, oder fehlen. Die Fühler sind fadenförmig, der Scapus kann gekämmt sein, oder mit vorstehend angeordneten Schuppen versehen sein. Der Saugrüssel ist unbeschuppt und normalerweise gut entwickelt. Die kleinen Maxillarpalpen sind ein bis viergliedrig. Sie liegen bei manchen Arten an der Basis des Saugrüssels an. Die Labialpalpen sind schlaff oder nach vorne oder nach oben gerichtet. Sie sind nicht auffällig verlängert oder oberhalb des Kopfes gekrümmt. Am letzten Glied tragen sie basal oder nahe der Mitte ein Sinnesorgan. Eine Epiphyse ist ausgebildet. Die vorderen Schienen (Tibien) der Beine haben keine, die der mittleren zwei und die der hinteren vier Sporne. Gelegentlich sind sie auch zurückgebildet. Die Schienen der Hinterbeine sind in der Regel glatt beschuppt. Auf den Vorderflügeln ist bei manchen Arten ein Flügelmal (Pterostigma) ausgebildet und eine Chorda vorhanden. Die Flügelader Rs4 liegt nahezu immer postapikal. Die Medianader ist im Bereich der Zelle in der Regel zurückgebildet, oder fehlt. Bei den Weibchen besteht das Frenulum normalerweise nur aus zwei Borsten. Das zweite Sternum ist wie bei den Tineoidea ausgebildet. Die Stacheln an den Terga des Hinterleibs sind unterschiedlich entwickelt und fehlen häufig.
Bei den Puppen fehlen die Stachelbinden am Hinterleib. Einzelne Stacheln findet man manchmal gemeinsam mit den Seten D1 und SD1. Das erste bis vierte Segment der Puppen ist unbeweglich.

## Lebensweise
Die Puppen können sich nicht durch Bewegung vor dem Schlupf aus dem sie umgebenden Substrat befreien.

## Taxonomie und Systematik
Die Überfamilie Yponomeutoidea, deren innere Verwandtschaft häufig wechselte, ist auch heute noch eine heterogene Gruppe ziemlich primitiver Kleinschmetterlinge. Kyrki erkannte bereits 1984 erste Autapomorphien, die die Monophylie der Gruppe rechtfertigte, bis heute ist jedoch eine deutliche Abgrenzung der Überfamilie ausständig. Die Monophylie der Gruppe ist bis dato ebenso unklar, wie die Familien/Unterfamilien-Zuordnung einer Reihe von Gattungen, die außerhalb der Holarktis vorkommen. Die Überfamilie umfasst unter Außerachtlassung der Apoditrysia jene Ditrysia, deren Puppen unbewegliche sind (wobei der gegenteilige Umstand bei der Unterfamilie Orthoteliinae der Glyphipterigidae möglicherweise eine autapomorphische Zurückentwicklung bedeutet) und deren Imagines nicht den beschuppten Saugrüssel, wie die Gelechioidea aufweisen. Folgende Familien werden der Überfamilie zugerechnet:
- Gespinst- und Knospenmotten (Yponomeutidae)
- Ypsolophidae
- Schleier- und Halbmotten (Plutellidae)
- Acrolepiidae
- Rundstirnmotten (Glyphipterigidae)
- Heliodinidae
- Bedelliidae
- Langhorn-Blattminiermotten (Lyonetiidae)
- Tonzidae[4]

## Belege